# Championnat de Gambie de football 2005
Navigation
Édition précédente Édition suivante
La saison 2005 du Championnat de Gambie de football est la trente-septième édition de la GFA League Division I, le championnat national de première division en Gambie. Les dix équipes engagées sont regroupées au sein d'une poule unique où elles affrontent deux fois leurs adversaires, à domicile et à l'extérieur. En fin de saison, les deux derniers du classement sont relégués et remplacés par les deux meilleurs clubs de deuxième division.
C'est le club du Wallidan FC, tenant du titre, qui remporte à nouveau la compétition cette saison après avoir terminé en tête du classement, ne devançant Gamtel FC, promu de D2, et Hawks FC qu'à la différence de buts. C'est le quinzième titre de champion de Gambie de l'histoire du club.

## Participants
- Wallidan FC
- Steve Biko FC
- Real de Banjul
- Kaira Silo FC - Promu de D2
- Hawks FC
- Gambia Ports Authority
- Armed Forces FC
- Bakau United FC
- Sait Matty FC
- Gamtel FC - Promu de D2

## Compétition

### Classement
Le classement est établi sur le barème de points suivant : victoire à 3 points, match nul à 1, défaite à 0.
| Rang | Équipe                 | Pts | J  | G | N  | P  | Bp | Bc | Diff |
| ---- | ---------------------- | --- | -- | - | -- | -- | -- | -- | ---- |
| 1    | Wallidan FCT           | 29  | 18 | 6 | 11 | 1  | 19 | 11 | +8   |
| 2    | Gamtel FCP             | 29  | 18 | 8 | 5  | 5  | 18 | 13 | +5   |
| 3    | Hawks FC               | 29  | 18 | 8 | 5  | 5  | 14 | 13 | +1   |
| 4    | Steve Biko FC          | 27  | 18 | 7 | 6  | 5  | 17 | 14 | +3   |
| 5    | Gambia Ports Authority | 24  | 18 | 5 | 9  | 4  | 15 | 10 | +5   |
| 6    | Real de Banjul         | 23  | 18 | 6 | 5  | 7  | 13 | 18 | -5   |
| 7    | Bakau United FCC       | 22  | 18 | 4 | 10 | 4  | 16 | 14 | +2   |
| 8    | Armed Forces FC        | 20  | 18 | 4 | 8  | 6  | 11 | 14 | -3   |
| 9    | Sait Matty FC          | 20  | 18 | 5 | 5  | 8  | 9  | 16 | -7   |
| 10   | Kaira Silo FCP         | 12  | 18 | 2 | 6  | 10 | 11 | 20 | -9   |

|  | Qualification pour la Ligue des champions de la CAF 2006                               |
|  | Qualification pour la Coupe de la confédération 2006                                   |
|  | Relégation directe en deuxième division                                                |
|  | T : Tenant du titre C : Vainqueur de la Coupe de Gambie P : Promu de deuxième division |

## Bilan de la saison
| Championnat de Gambie de football 2005 |                         |
| Champion                               | Wallidan FC (15e titre) |
| Coupes et trophées                     |                         |
| Vainqueur de la Coupe de Gambie 2005   | Bakau United FC         |
| Qualifications continentales           |                         |
| Ligue des champions de la CAF 2006     | Wallidan FC             |
| Coupe de la confédération 2006         | Bakau United FC         |
| Promotions et relégations              |                         |
| Promus en GFA League Division I        | Interior FC             |
| Promus en GFA League Division I        | Cherno Samba Academy FC |
| Relégués en GFA League Division II     | Sait Matty FC           |
| Relégués en GFA League Division II     | Kaira Silo FC           |